# David Spiegelhalter
David John Spiegelhalter (16 de agosto de 1953) es un estadístico británico y Winton Professor of the Public Understanding of Risk en la Universidad de Cambridge y miembro del Churchill College. Spiegelhalter es un investigador muy citado según el Instituto para la Información Científica.

## Educación
Spiegelhalter nació el 16 de agosto de 1953: su nombre significa "Sostenedor del espejo" en alemán. Fue educado en Barnstaple Grammar School, una escuela primaria estatal en Barnstaple, Devon, de 1963 a 1970. Luego estudió matemáticas en Keble College, Oxford, y se graduó con una licenciatura (BA) en 1974. Se mudó al University College London, donde obtuvo su Maestría en Ciencias (MSc) en estadística en 1975 y un Doctorado (PhD) en estadística matemática en 1978. Su tesis doctoral se tituló "Inferencia adaptativa usando modelos de mezclas finitas",y fue supervisada por Adrian Smith.

## Carrera
Spiegelhalter era un asistente de investigación en la Universidad Brunel en 1976[cita requerida] y entre 1977-78 fue profesor visitante en la Universidad de California en Berkeley. Tras conseguir su Doctorado (PhD), fue un investigador ayudante para el Royal College of Physicians; fue situado en la  Universidad de Nottingham, donde el que fue su supervisor para el Doctorado, Adrian Smith, había sido nombrado profesor.
Desde 1981 estuvo en la Medical Research Council Biostatistics Unit en Cambridge. Ha sido un profesor honorario en la Universidad de Hong Kong desde 1991. También ha sido un consultor para GlaxoSmithKline, Novartis y la Agencia Mundial Antidopaje. Jugó un papel importante en las investigaciones públicas sobre la cirugía cardíaca de niños en la Bristol Royal Infirmary y los asesinatos cometidos por Harold Shipman
Entre 2007 y 2012 dividió su trabajo entre el Laboratorio Estadístico de Cambridge(tres quintos) y la Medical Research Council Biostatistics
Unit(dos quintos) Dejó la MRC en marzo de 2012 y ahora trabaja a tiempo completo en el Laboratorio Estadístico como Winton Professor of the Public Understanding of Risk

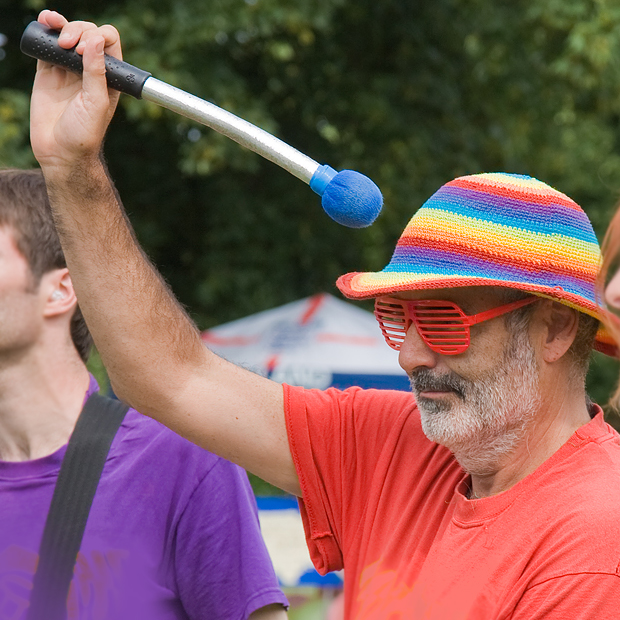
David Spiegelhalter tocando con el grupo de samba Arco Iris, julio de 2009

En 2012, Spiegelhalter presentó el documental de la BBC Four Tails You Win: The Science of Chance, que describía la aplicación de la probabilidad en la vida diaria. También realizó una charla en el Cambridge Science Festival de 2013, How to Spot a Shabby Statistic en el Babbage Lecture Theatre en Cambridge.
Ha sido elegido Presidente de la Royal Statistical Society, y ocupará la posición el 1 de enero de 2017.

## Investigación
Los intereses de investigación de Spiegelhalter se encuentran en la estadística incluyendo: 
- Acercamiento bayesiano a ensayos clínicos, sistemas expertos y modelado complejo y epidemiología.[10]
- Modelos gráficos de independencia condicional. Escribió numerosos artículos en los 80 que mostraban como la probabilidad podría ser incorparada en los sistemas expertos, un problema que parecía intratable en aquel momento. Mostró que, si bien la probabilidad frecuentista no se prestaba a sistemas expertos,la Probabilidad bayesiana sí que lo hacía[11]
- Software estadístico.[12] En los 90 Spiegelhalter dirigió el equipo del Medical Research Council que desarrolló WinBUGS ("Bayesian analysis Using Gibbs Sampling"), un sistema de modelaje estadístico que permite  redes bayesianas con Probabilidad a priori. WinBUGS y su sucesor OpenBUGS especifican Modelos gráficos usando gráficos dirigidos acíclicos cuyos nodos son variables aleatorias, que son actualizadas utilizando Muestreo de Gibbs (un método de actualización para la simulación de la cadena de Márkov Monte Carlo (MCMC)).[13] El software bayesiano anterior requería que la distribución de probabilidad para los datos observados fuera una Familia exponencial y que la prioridad fuese su Distribución conjunta. Permitir elecciones flexibles para las distribuciones de prioridad simplificó el modelado jerárquico y ayudó a promover modelados multinivel, que se utilizaron ampliamente en epidemiología y educación.
- Publicaciones generales sobre ensayos clínicos,[14] incluyendo la asignación al azar por grupos, el metanálisis y el control ético.
- Monitorización y comparación de resultados clínicos y de salud pública, y su publicación como indicadores de rendimiento.
- Comprensión pública del riesgo,[15][16] incluyendo la promoción de conceptos como la Micromuerte(uno en un millón de posibilidades de morir)  y la Microvida(una reducción de la esperanza de vida de 30 minutos). Cobertura en los medios sobre las estadísticas,[17] riesgo y probabilidad y la concepción más amplia de la incertidumbre como ir más allá de lo que se mide para modelar la incertidumbre, lo desconocido y lo incomensurable.

## Honores
- 1975 Miembro de la Royal Statistical Society
- 1985 Guy Medal de Bronce, Roya Statistical Society
- 1990 Premio a la Aplicación Estadística Sobresaliente, American Statistical Association[18]
- 1993 Estadístico Colegiado, Royal Statistical Society
- 1994 Guy Medal de plata, Royal Statistical Society
- 1994 Doctorado Honorario, Universidad de Aalborg, Dinamarca
- 2005 Elegido Miembro de la Royal Society(FRS)
- 2006 Recibió una Orden del Imperio Británico
- 2006 Nombrado Profesor Honorario de Bioestadística en la Universidad de Cambridge
- 2009 Premio y medalla Weldon Memorial[19]
- 2010 Doctor Honoris Causa de Ciencias, Universidad de Plymouth
- 2013 Doctorado Honorario en la Universidad Heriot-Watt[20]

Spiegelhalter fue nombrado caballero en 2014 por sus servicios a la estadística.

## Apariciones en medios
- Panorama - ¿Por qué las máquinas de juego son adictivas? (12 de septiembre de 2016)
- Climate Change by Numbers (2 de marzo de 2015)
- Horizon - ¿Debería comer carne? El gran dilema de la salud (18 de agosto de 2014)
- Horizon - What is One Degree? (10 de enero de 2011) - Entrevistado por Ben Miller
- Horizon - Al infinito y más allá (10 de febrero de 2010)
- Tails You Win: The Science of Chance (18 de octubre de 2012)
- The Joy of Stats (7 de diciembre de 2010)